# Газанкулу
Газанкулу — колишній бантустан в ПАР часів апартеїду, організований за моноетнічних принципом для народу тсонга. Був виділений з провінції Трансвааль і отримав автономію в 1971 році. Столицею бантустана було місто Гіяні, населення складало 955 000 чоловік. Після падіння апартеїду в 1994 році бантустан знов увійшов до складу ПАР, і в даний час його територія є частиною провінції Лімпопо.
| Прапор ПАР | Це незавершена стаття про Південно-Африканську Республіку. Ви можете допомогти проєкту, виправивши або дописавши її. |